# Рака трёх волхвов

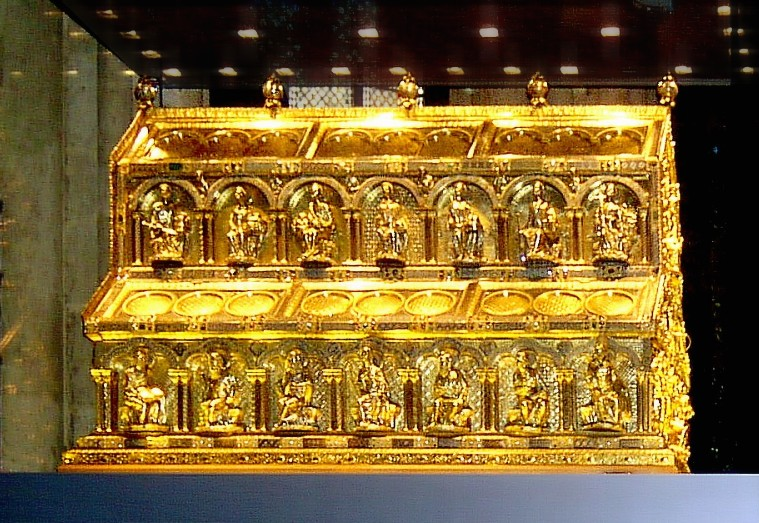
Святыня трёх волхвов за алтарём Кёльнского собора

«Рака трёх волхвов», или «Рака трёх Святых королей» (нем. Dreikönigsschrein) — самый большой реликварий Западной Европы, общепризнанный шедевр маасской школы средневекового искусства. Изготовлен в 1181—1220 годах для хранения в Кёльнском соборе мощей Трёх царей, которые, по преданию, первыми пришли с дарами поклониться младенцу Христу.
В 344 году медиоланский епископ Евсторгий привёз из Константинополя мощи «Трёх Святых королей». Восемь столетий спустя, в 1164 году, Милан был взят и разорён войсками императора Фридриха Барбароссы. Он завладел церковными святынями и передал их в дар своему верному союзнику — кёльнскому архиепископу Райнальду фон Дасселю.
В Средние века такой дар имел не только духовное, престижное, но и материальное значение: мощи святых привлекали в храмы множество паломников и, соответственно, денежные средства. Епископ Райнальд с триумфом привёз мощи в Кёльн, и с тех пор они считаются главной христианской святыней города. Паломничество к мощам волхвов играло существенную роль как в религиозной, так и в экономической жизни Кёльна. Короны трёх волхвов по сей день украшают городской герб.
Раку создал знаменитый золотых дел мастер, ювелир, эмальер, скульптор и чеканщик Николя из Вердена. Он был последователем, возможно, учеником, валлонского мастера, каноника монастыря Хью — Годфруа де Хью, или Годфруа де Клэра (Godefroid de Claire, ок. 1100—1173).
Николай Верденский начал работу над реликварием в 1181 году, а закончили кёльнские мастера в 1220 году. Деревянный корпус раки обит позолоченными медными и серебряными пластинами. Фигуры выполнены методом чеканки. Только передняя сторона почти полностью изготовлена из листового золота. Мощи каждого из трёх царей покоятся в отдельном саркофаге. В целом пирамидальная конструкция (два саркофага внизу и один над ними) по композиции напоминает базилику. Её ширина 110 см, высота 153 см, длина 220 см.
На продольных сторонах раки изображены сидящие ветхозаветные цари и пророки, а в его верхней части — апостолы. Изображён и Райнальд, архиепископ кёльнский. Кромки и конёк реликвария увенчаны узором тончайшей работы в виде вьющихся растений. Внизу, на задней стенки раки, изображены сцены Бичевания и Распятия Христа, а вверху, в окружении святых великомучеников Феликса и Набора, представлен благословляющий Христос с тремя аллегорическими фигурами христианских добродетелей — Веры, Надежды и Любви. Рака украшена эмалями, филигранью и полудрагоценными камнями. Для украшения реликвария было использовано не менее тысячи разноцветных минералов и жемчужин, а также античные камеи.
В центре передней стороны реликвария изображена сидящая Дева Мария с младенцем Христом, к которой слева приближаются три поклоняющихся волхва. К ним присоединяется четвёртый волхв — германский король Оттон IV, пожертвовавший собору переднюю сторону раки и тем самым символически причисливший себя к первым христианским королям. Справа от Марии изображена сцена крещения Иисуса в реке Иордан, а немного выше Христос появляется в образе всевышнего судьи в день Страшного Суда.
Передняя сторона раки — съёмная. 6 января, в день праздника «Трёх Святых королей», она снимается, и взору посетителей открываются хранящиеся в реликварии за решёткой три черепа, увенчанных золотыми коронами. Трапециевидная стенка украшена наиболее ценными античными геммами — с изображением бога Марса и камеей, представляющей коронование императора Октавиана Августа. Обе сцены трактовались в Средневековье как выдающиеся события в истории христианства.
За истекшие века ценную раку удалось уберечь от крупных повреждений. Ныне она считается одним из главных сокровищ собора и занимает в нём центральное место в алтаре в специальном футляре из бронированного стекла.

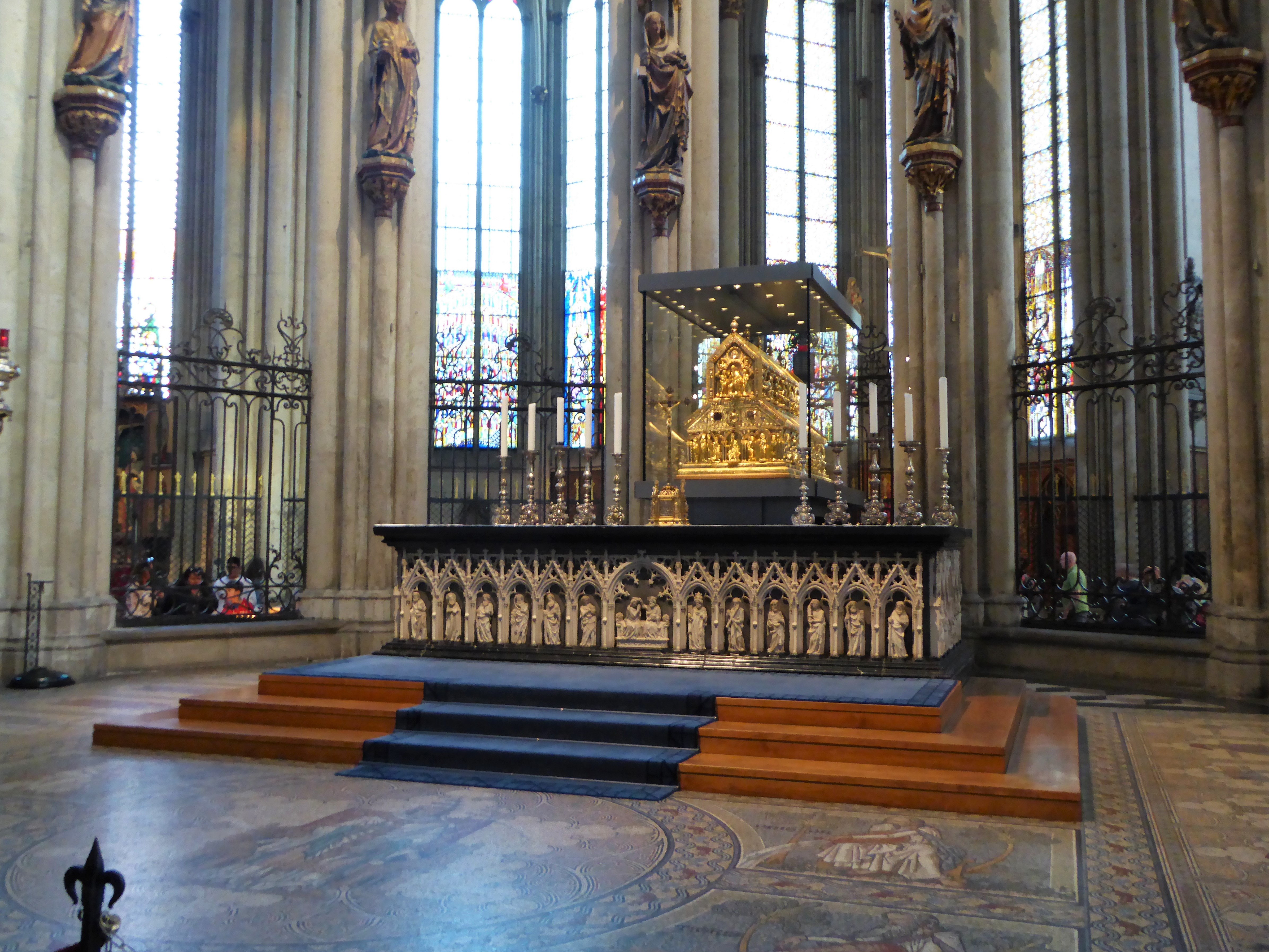
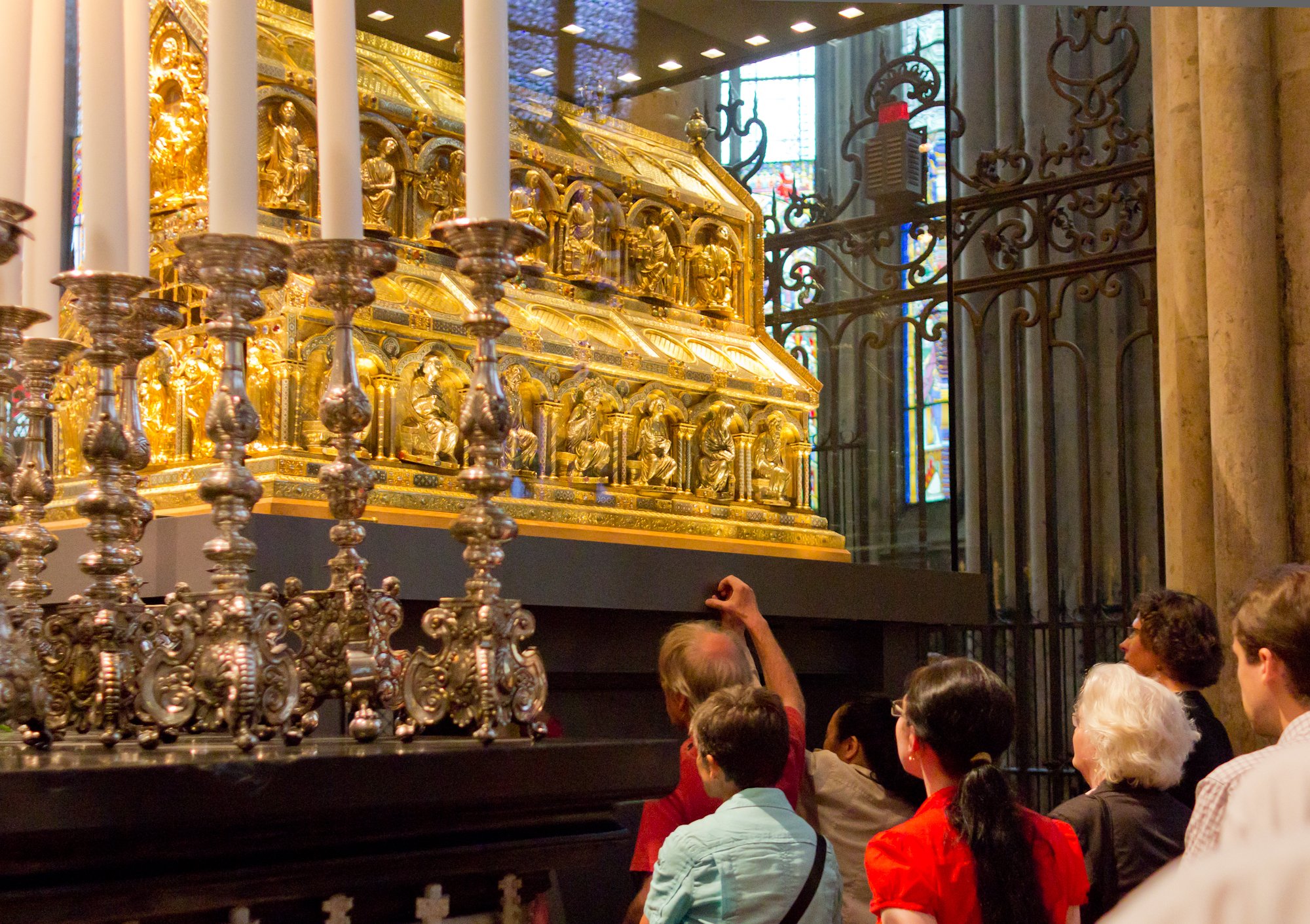
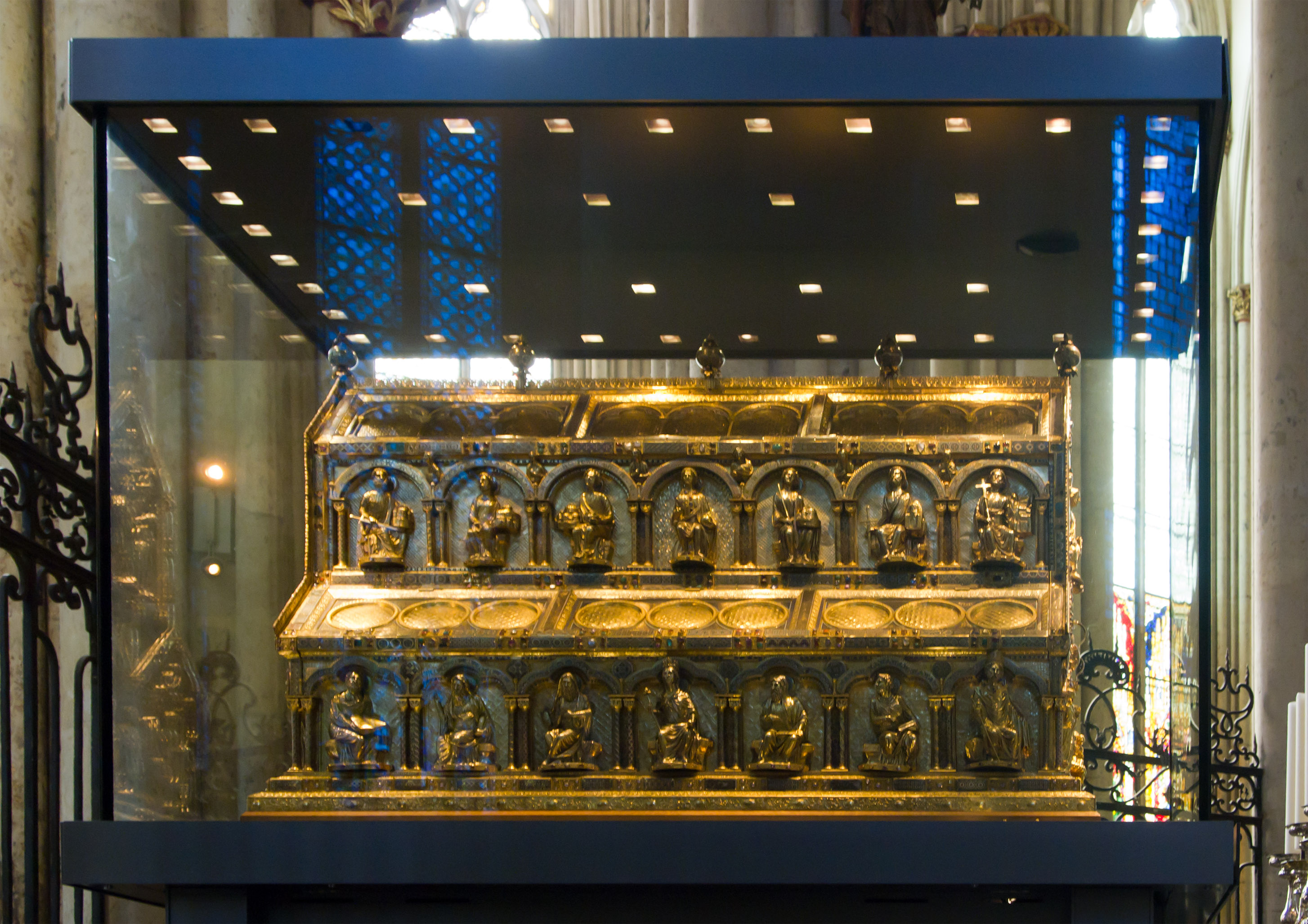
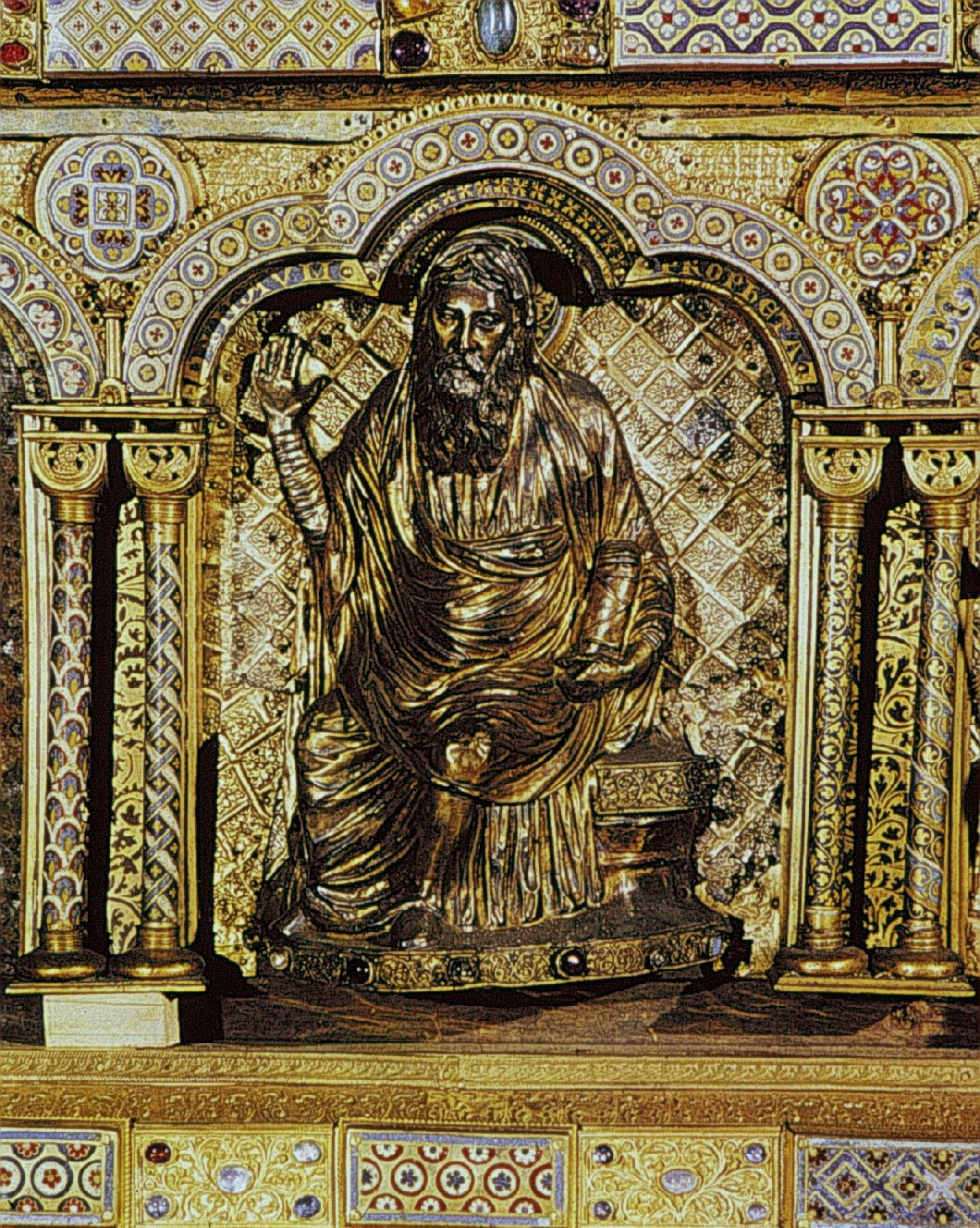
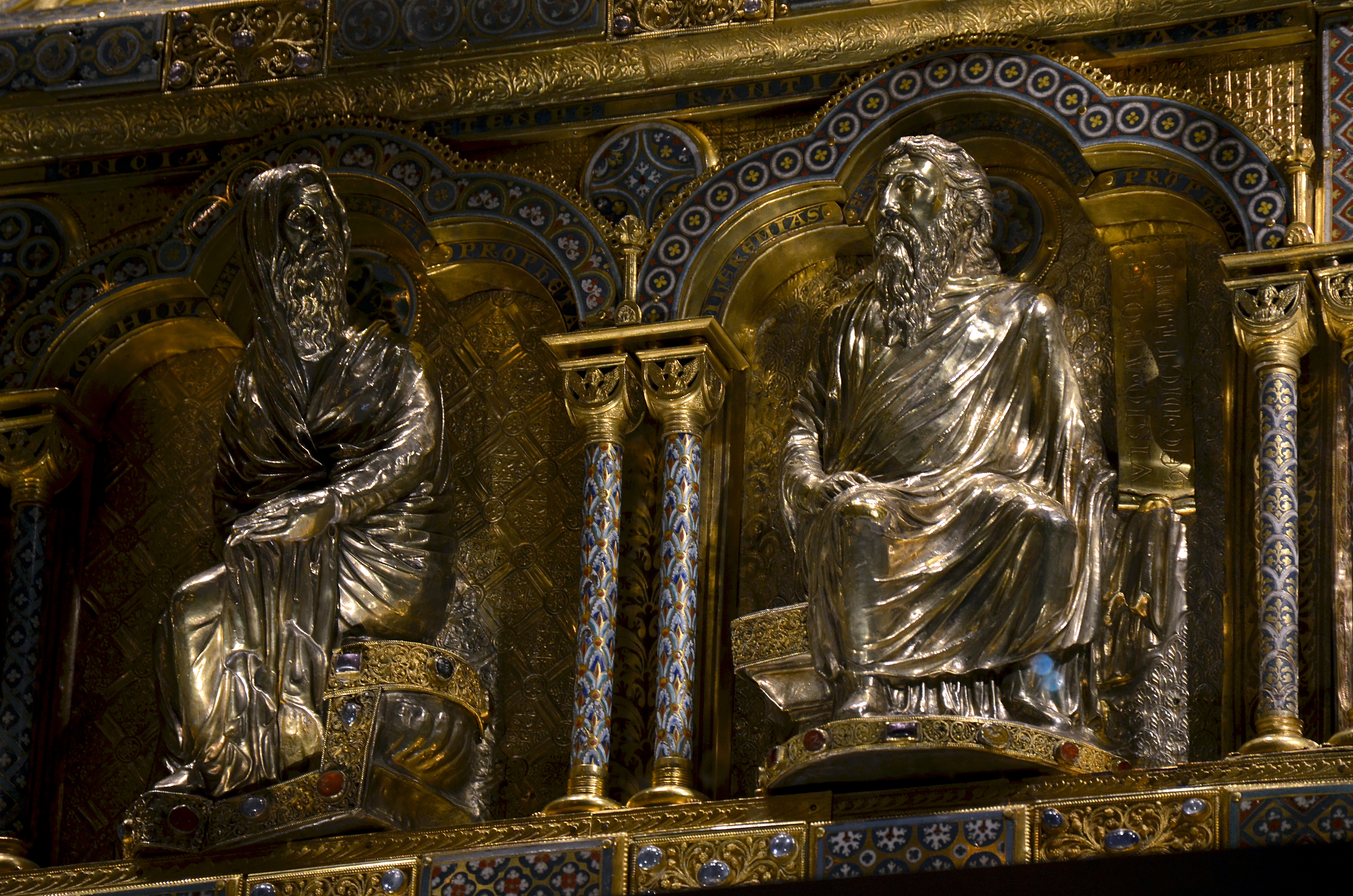

## В детективной литературе
- В романе Умберто Эко «Баудолино» (2000) дарение мощей волхвов Кёльну представлено как мистификация, совершённая главным героем.
- У Джеймса Роллинса в романе «Кости волхвов» (2005) внутри святыни оказываются не мощи, а одноатомное золото, которое якобы умели добывать волхвы.
- Распутыванием кражи реликвария заняты герои детектива Эндрю Грили «Епископ и три царя» (1998)